# 吳若石
吳若石（德語：Josef Eugster Johann，1940年—），生於瑞士，天主教神父，現為白冷外方傳教會台灣區會會長以及臺東縣長濱堂區主任司鐸。是FJM 吳若石神父足部反射健康法(Fr. Josef's Method of Reflexology)的創始者，也是台灣腳底按摩的創始者。1970年8月24日吳若石神父奉修會派遣來到台灣台東服務，1989年奉派至天主教會花蓮教區長濱堂區服務迄今。吳若石神父的足跡踏遍五大洲數十个國家和地区（澳大利亞、美國、加拿大、玻利維亞、辛巴威、坦尚尼亞、中國大陆等地）。

## 生平
在1968年在瑞士家鄉Berneck晉鐸為天主教神父，兩年後派赴台灣傳教，初時在台東縣池上鄉擔任教牧工作，後來被修會派遣至台東縣長濱鄉服務。
吳若石神父奉派來台灣後因水土不服罹患嚴重關節炎，當時與他同修會的會士介紹下認識了反射療法理論並嘗試使用這個理論改善自己的關節炎。吳若石神父便開始對這反射療法產生興趣，並開始研究腳底反射療法理論並在不斷持續的研究與驗證中逐漸發展出成熟的足部反射健康法。
因當時台灣民間普遍貧窮，無力就醫者甚多，吳若石神父在台東原住民部落，教授當時稱為腳底按摩的技術，希望能改善他們的健康，也希望當地人在學到這個技術後，能用來謀生，改善生計。後來吳若石的腳底按摩療法在台灣受到注意，不少傳媒都紛紛採訪吳神父。吳神父更推出多本專講腳底按摩的書籍。在臺灣各地，到處都可見掛有「吳神父腳底按摩」的商店。這些書籍，隨著來往香港及臺灣的人員流動而傳到香港。之後，在1980年代後期，由於著名港星周潤發公開為一位影迷進行按摩治療，使吳若石及他所推廣的腳底按摩療法在香港大受追捧，並流傳至中國大陸。中華人民共和國政府曾頒發十大外國人對華人傑出貢獻獎給他，表彰他的貢獻。

## 因腳底按摩法曾受之爭議
早年由於在當時腳底按摩療效被過度渲染並任意使用完全脫出吳若石神父初期用意，許多人誤以為腳底按摩具有醫療效果，使得臺灣衛生署一度禁止腳底按摩療法，吳神父也成為爭議性的人物，當時其所屬的白冷外方傳教會也表示此舉超過傳教工作的範圍。後來衛生署在1993年公告腳底按摩屬於民俗療法，而不予列管，腳底按摩從此以民俗療法保健的名義，繼續得以在民間流傳。

## 為教宗聖若望保祿二世 施作足部反射健康法
吳若石神父一直沒有得到教會的支持。直到2003年底，吳若石神父受時任駐教廷大使戴瑞明推薦，為當時不良於行、聲帶受損、頸椎也有問題的教宗若望保祿二世進行足部反射健康法。當時教廷也謹慎的派出三位主教進行評估。吳若石神父解說了足部反射健康法的背景後，再分別為三位主教施作足部反射健康法，並且準確說出三位主教的身體問題；最後獲得正式的允許親自為教宗若望保祿二世進行足部反射健康法。
據吳若石神父說，他並不了解他離開後是否有人繼續為教宗服務；但是，原本因聲帶問題無法講話的教宗在一個月後得以講話，並發表聖誕文告。自此，來自教會的反對聲浪逐漸減少，並獲得教會的肯定

## 外部連結
- YouTube上的足部按摩創始人：吳神父的自癒經驗.（繁體中文）
- 林進登、林大豐（2004）。吳若石神父腳底按摩在台灣發展之研究。台東大學體育學報，2：209-224。